# Дискографія Young Thug
Нижче наведено дискографію американського репера Young Thug.

## Мікстейпи
| Назва                                           | Деталі альбому                                                                                          | Найвищі чартові позиції | Найвищі чартові позиції | Найвищі чартові позиції | Найвищі чартові позиції |
| Назва                                           | Деталі альбому                                                                                          | США                     | US R&B                  | US Rap                  | UK R&B                  |
| ----------------------------------------------- | --- | ----------------------- | ----------------------- | ----------------------- | ----------------------- |
| I Came from Nothing                             | - Випущений: 2011 - Лейбл: Archive Entertainment - Формат: Цифрове завантаження                         | —                       | —                       | —                       | —                       |
| I Came from Nothing 2                           | - Випущений: 2011 - Лейбл: Archive Entertainment - Формат: Цифрове завантаження                         | —                       | —                       | —                       | —                       |
| I Came from Nothing 3                           | - Випущений: 2012 - Лейбл: Archive Entertainment - Формат: Цифрове завантаження                         | —                       | —                       | —                       | —                       |
| 1017 Thug                                       | - Випущений: 2013 - Лейбл: 1017 Brick Squad Records - Формат: Цифрове завантаження                      | —                       | —                       | —                       | —                       |
| Black Portland (разом з Bloody Jay)             | - Випущений: 22 січня 2014 - Лейбл: Самовидання - Формат: Цифрове завантаження                          | —                       | —                       | —                       | —                       |
| Young Thugga Mane La Flare (разом з Gucci Mane) | - Випущений: 24 квітня 2014 - Лейбл: 1017 - Формат: Цифрове завантаження                                | —                       | —                       | —                       | —                       |
| The Purple Album (разом з Gucci Mane)           | - Випущений: 16 червня 2014 - Лейбл: 1017 - Формат: Цифрове завантаження                                | —                       | —                       | —                       | —                       |
| 1017 Thug 2                                     | - Випущений: 11 липня 2014 - Лейбл: 1017 - Формат: Цифрове завантаження                                 | —                       | —                       | —                       | —                       |
| 1017 Thug 3: The Finale                         | - Випущений: 29 липня 2014 - Лейбл: 1017 - Формат: Цифрове завантаження                                 | —                       | —                       | —                       | —                       |
| Barter 6                                        | - Випущений: 16 квітня 2015 - Лейбл: Atlantic Records, 300 Entertainment - Формат: Цифрове завантаження | 22                      | 5                       | 4                       | 24                      |
| Slime Season                                    | - Випущений: 16 вересня 2015 - Лейбл: YSL - Формат: Цифрове завантаження                                | —                       | —                       | —                       | —                       |
| Slime Season 2                                  | - Випущений: 31 жовтня 2015 - Лейбл: YSL - Формат: Цифрове завантаження                                 | —                       | —                       | —                       | —                       |
| I'm Up                                          | - Випущений: 5 лютого 2016 - Лейбл: Atlantic, 300 - Формат: Цифрове завантаження                        | —                       | —                       | —                       | —                       |

## Сингли

### Власні
| Назва                                              | Рік  | Найвищі чартові позиції | Найвищі чартові позиції | Найвищі чартові позиції | Альбом             |
| Назва                                              | Рік  | США                     | US R&B                  | US Rap                  | Альбом             |
| -------------------------------------------------- | ---- | ----------------------- | ----------------------- | ----------------------- | ------------------ |
| «Stoner»                                           | 2014 | 47                      | 13                      | 5                       |                    |
| «2 Bitches»                                        | 2014 | —                       | —                       | —                       |                    |
| «Panoramic Roof» (разом з Gucci Mane)              | 2014 | —                       | —                       | —                       | The Purple Album   |
| «Old English» (разом з ASAP Ferg та Freddie Gibbs) | 2014 | —                       | —                       | —                       | Mass Appeal Vol. 1 |
| «Check»                                            | 2015 | 100                     | 30                      | —                       | Barter 6           |
| «Pacifier»                                         | 2015 | —                       | —                       | —                       |                    |
| «Best Friend»                                      | 2015 | 60                      | 21                      | 22                      | Slime Season       |

### Інших виконавців
| Назва                                                                                        | Рік  | Найвищі чартові позиції | Найвищі чартові позиції | Найвищі чартові позиції | Сертифікації       | Альбом                         |
| Назва                                                                                        | Рік  | США                     | US R&B                  | US Rap                  | Сертифікації       | Альбом                         |
| -------------------------------------------------------------------------------------------- | ---- | ----------------------- | ----------------------- | ----------------------- | ------------------ | ------------------------------ |
| «Whip Dat D'nope» (Trapboy Freddy та Richboy Lex з участю Young Thug)                        | 2014 | —                       | —                       | —                       |                    |                                |
| «Cash Talk» (Figg Panamera з участю Young Thug та Offset)                                    | 2014 | —                       | —                       | —                       |                    | The Independent Game           |
| «Fly Talk» (Seven Montana з участю Young Thug)                                               | 2014 | —                       | —                       | —                       |                    |                                |
| «Hookah» (Tyga з участю Young Thug)                                                          | 2014 | 85                      | 26                      | 19                      | - RIAA: Золотий    | The Gold Album: 18th Dynasty   |
| «Main Chic» (YC з участю Young Thug та Cassius Jay)                                          | 2014 | —                       | —                       | —                       |                    |                                |
| «Know bout Me» (Peewee Longway з участю Young Thug та Offset)                                | 2014 | —                       | —                       | —                       |                    |                                |
| «About the Money» (T.I. з участю Young Thug)                                                 | 2014 | 42                      | 12                      | 9                       | - RIAA: Золотий    | Paperwork: The Motion Picture  |
| «This Summer» (The Rock Mob з участю Young Thug)                                             | 2014 | —                       | —                       | —                       |                    |                                |
| «Lifestyle» (Rich Gang з участю Young Thug та Rich Homie Quan)                               | 2014 | 16                      | 4                       | 3                       | - RIAA: Платиновий |                                |
| «Okay Okay» (Yung Booke з участю Young Thug)                                                 | 2014 | —                       | —                       | —                       |                    |                                |
| «DI$Function» (Young Scooter з участю Future, Juicy J та Young Thug)                         | 2014 | —                       | —                       | —                       |                    |                                |
| «Try Me» (Trae tha Truth з участю Young Thug)                                                | 2014 | —                       | —                       | —                       |                    |                                |
| «Low» (Juicy J з участю Nicki Minaj, Lil Bibby та Young Thug)                                | 2014 | —                       | 46                      | —                       |                    | Pure THC: The Hustle Continues |
| «Right Back» (DJ Drama з участю Jeezy, Young Thug та Rich Homie Quan)                        | 2014 | —                       | —                       | —                       |                    | Quality Street Music 2         |
| «Throw Sum Mo» (Rae Sremmurd з участю Nicki Minaj та Young Thug)                             | 2014 | 30                      | 12                      | 6                       |                    | SremmLife                      |
| «Mamacita» (Travi$ Scott з участю Young Thug та Rich Homie Quan)                             | 2014 | —                       | —                       | —                       |                    | Days Before Rodeo              |
| «I Know There's Gonna Be (Good Times)» (Jamie xx з участю Young Thug та Popcaan)             | 2015 | —                       | —                       | —                       |                    | In Colour                      |
| «Rihanna» (Yo Gotti з участю Young Thug)                                                     | 2015 | —                       | —                       | —                       |                    | The Art of Hustle              |
| «Nun for Free» (Zonnique з участю Young Thug)                                                | 2015 | —                       | —                       | —                       |                    |                                |
| «Bankrolls on Deck» (Bankroll Mafia з участю T.I., Young Thug, Shad da God та PeeWee Roscoe) | 2015 | —                       | —                       | —                       |                    |                                |
| «—» означає, що запис не потрапив до чарту чи не був виданий у країні.                       |      |                         |                         |                         |                    |                                |

### Інші пісні, що потрапили до чартів
| Назва                                                      | Рік  | Найвищі чартові позиції | Альбом                               |
| Назва                                                      | Рік  | US R&B/HH               | Альбом                               |
| ---------------------------------------------------------- | ---- | ----------------------- | ------------------------------------ |
| «Get TF Out My Face» (Rich Homie Quan з участю Young Thug) | 2014 | 53                      | I Promise I Will Never Stop Going In |

## У складі Rich Gang
Мікстейпи
- 2014: Tha Tour Part 1 (Birdman, Rich Homie Quan, Young Thug)

Сингли
- 2014: «Take Kare» (Lil Wayne, Young Thug)

## Гостьові появи
- 2013: «Any Thing» (Gucci Mane з участю Young Thug)
- 2013: «Break Dancin» (Gucci Mane з уч. Young Thug)
- 2013: «Can't See Em» (Metro Boomin з уч. Young Thug)
- 2013: «Chasen Paper» (Gucci Mane з уч. Rich Homie Quan та Young Thug)
- 2013: «Fell» (Waka Flocka Flame з уч. Gucci Mane та Young Thug)
- 2013: «Let's Go Play» (DJ Esco з уч. Bloody Jay та Young Thug)
- 2013: «Miracle» (Gucci Mane з уч. Young Thug)
- 2013: «Off the Leash» (Gucci Mane з уч. PeeWee Longway та Young Thug)
- 2013: «Some More» (Metro Boomin з уч. Young Thug)
- 2014: «100's & 50's» (Extream Bling з уч. Young Thug)
- 2014: «1017» (Migos з уч. Young Thug)
- 2014: «Ain't No Problems» (Waka Flocka Flame з уч. Judo та Young Thug)
- 2014: «All in a Day» (Berner з уч. YG, Vital та Young Thug)
- 2014: «All This Money» (Casino з уч. 550 та Young Thug)
- 2014: «Austin Powers» (Rich the Kid з уч. Young Thug та Young Dolph)
- 2014: «Big Better» (Young Scooter з уч. Young Thug)
- 2014: «Blame It on Her» (Peewee Longway з уч. Young Thug)
- 2014: «Blood» (Dej Loaf з уч. Birdman та Young Thug)
- 2014: «California Rari» (Mike Will Made-It з уч. Young Thug, Future та Problem)
- 2014: «Came from Nothin'» (Rich the Kid з уч. Young Thug)
- 2014: «Cash Talk» (Figg Panamera з уч. Offset та Young Thug)
- 2014: «Clappers» (Remix) (Wale з уч. Rick Ross, Fat Trel та Young Thug)
- 2014: «Communication» (Casino з уч. Young Thug)
- 2014: «Crazy» (Peewee Longway з уч. Young Thug)
- 2014: «Drugs» (Young Scooter з уч. Young Thug)
- 2014: «Frankie Lymon» (Low Pros з уч. Que, Young Thug та Peewee Longway)
- 2014: «Freestyle» (Migos з уч. Young Thug)
- 2014: «Hell U Talking Bout» (Gucci Mane з уч. Young Thug, Peewee Longway та Takeoff)
- 2014: «Home Alone» (Gucci Mane з уч. Cashout, Young Thug та Peewee Longway)
- 2014: «Homeboys» (Gucci Mane з уч. MPA Duke, Waka Flocka Flame, Young Dolph, OG Boo Dirty та Young Thug)
- 2014: «I Cant Be Your Man» (Gucci Mane з уч. MPA Wicced, Dk та Young Thug)
- 2014: «I Need War» (T.I. з уч. Young Thug)
- 2014: «In Too Deep» (Migos з уч. Rich Homie Quan та Young Thug)
- 2014: «Jack Tripper» (Low Pros з уч. PeeWee Longway та Young Thug)
- 2014: «Juice» (PeeWee Longway з уч. Young Thug)
- 2014: «Juiced» (Lotto з уч. Fat Trel та Young Thug)
- 2014: «Laugh» (Chinx Drugz з уч. Shad da God та Young Thug)
- 2014: «Love Somebody» (Gucci Mane з уч. Young Thug)
- 2014: «Mamacita» (Travi$ Scott з уч. Rich Homie Quan та Young Thug)
- 2014: «My Boys» (Young Scooter з уч. K Blacca, Vldec та Young Thug)
- 2014: «New Atlanta» (Migos з уч. Jermaine Dupri, Rich Homie Quan та Young Thug)
- 2014: «Paper Problems» (Gucci Mane з уч. Peewee Longway та Young Thug)
- 2014: «Problems» (Migos з уч. Young Thug)
- 2014: «Put Ya Hands Up» (Young Dolph з уч. Gucci Mane та Young Thug)
- 2014: «Skyfall» (Travi$ Scott з уч. Young Thug)
- 2014: «Standing on Stage» (Gucci Mane з уч. Ola Playa та Young Thug)
- 2014: «This Summer» (The Rock Mob з уч. Young Thug)
- 2014: «Treasure» (Dun Deal з уч. Zuse та Young Thug)
- 2014: «What's Wrong» (Figg Panamera з уч. Future та Young Thug)
- 2014: «Work That dNope» (Blaze з уч. Peewee Longway та Young Thug)
- 2014: «You da Best» (Gucci Mane з уч. Lil Bee та Young Thug)
- 2015: «Baby» (Lil Reese з уч. Young Thug)
- 2015: «Bitter» (Gucci Mane з уч. Young Thug та Yung Glessh)
- 2015: «California Rari» (Problem з уч. Young Thug та Future)
- 2015: «Cocaina» (Migos з уч. Young Thug)
- 2015: «Destroyed» (Lil Duke з уч. Young Thug, Kevin Gates та Birdman)
- 2015: «Didn't Do It» (Timbaland з уч. Young Thug)
- 2015: «Dipped in Gold» (P Reign з уч. Young Thug та T.I.)
- 2015: «Do What I Want» (Casino з уч. Young Scooter та Young Thug)
- 2015: «Down on That» (Gucci Mane з уч. Young Thug)
- 2015: «Dream» (Yak Gotti з уч. Young Thug)
- 2015: «Everyday» (DJ Holiday з уч. Young Thug)
- 2015: «Heart Attack» (Gucci Mane з уч. Young Thug)
- 2015: «Hold My Cup» (Shad da God з уч. Young Thug)
- 2015: «I Know» (Ralo з уч. Young Thug)
- 2015: «Lakers» (OG Boo Dirty з уч. Young Thug)
- 2015: «Like a Hott Boyy» (Kid Ink з уч. Young Thug та Bricc Baby Shitro)
- 2015: «Maria I'm Drunk» (Travi$ Scott з уч. Justin Bieber та Young Thug)
- 2015: «Married to the Streets» (Young Scooter з уч. Young Thug)
- 2015: «Milkin» (Problem з уч. Young Thug)
- 2015: «NASA» (OG Boo Dirty з уч. Akon та Young Thug)
- 2015: «No One Else» (Gucci Mane з уч. Young Thug та Peewee Longway)
- 2015: «No Squares» (Peewee Longway з уч. Offset та Young Thug)
- 2015: «On Deck» (Boosie Badazz з уч. Young Thug)
- 2015: «Pass Me the Lighter» (MPA Duke з уч. Young Thug)
- 2015: «Peanut Butter Jelly» (T.I. з уч. Young Thug та Young Dro)
- 2015: «Perfect» (Gucci Mane з уч. Young Thug)
- 2015: «Ready» (Peewee Longway з уч. Jose Guapo та Young Thug)
- 2015: «Stay Focused» (MPA Duke з уч. Young Thug)
- 2015: «That Nigga» (Skeme з уч. Young Thug)
- 2015: «We Dem» (Rico Richie з уч. Young Thug)
- 2015: «We Ready» (Young Scooter з уч. Young Thug)